# Eparchia pińsko-turowska (unicka)

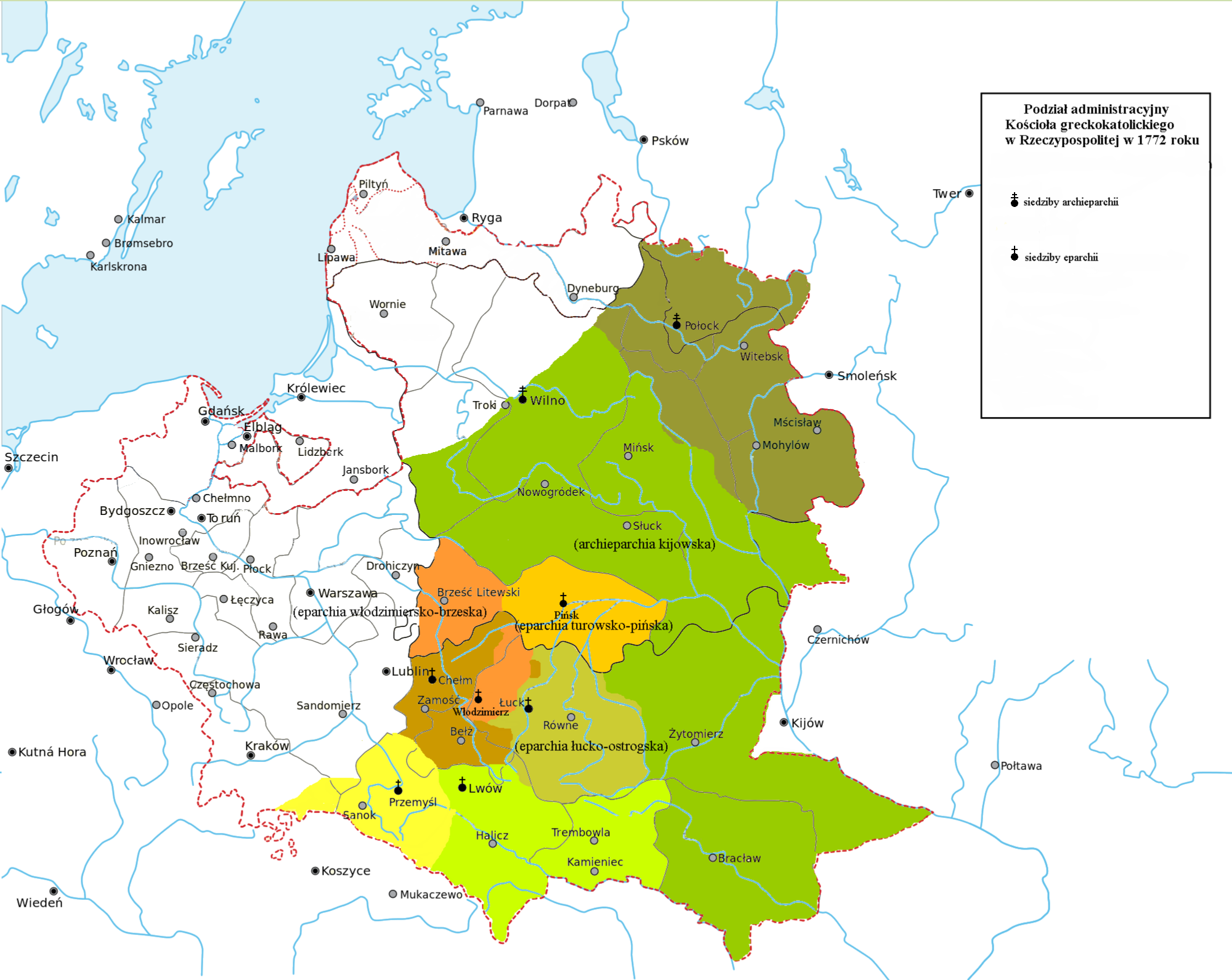
Podział administracyjny Kościoła greckokatolickiego w Polsce w 1772 roku

Eparchia pińsko-turowska – eparchia (diecezja) Kościoła unickiego, powstała w 1596 r. w wyniku unii brzeskiej, przestała istnieć w następstwie rozbiorów Rzeczypospolitej w 1795 r.

## Biskupi ordynariusze
- 1596-1603 Jonasz Gogol
- 1603-1626 Paizjusz Onikiewicz-Sachowski
- 1626-1632 Grzegorz Michałowicz
- 1632-1637  Rafał Korsak
- 1637-1653 Pachomiusz Woyna-Orański
- 1654-1665 Andrzej Kwaśniński-Złoty
- 1666-1697 Marcjan Michał Białłozor
- 1697-1702 Antoni Żółkiewski
- 1703-1716 Porfiriusz Kulczycki
- 1716-1719 Joachim Ciechanowski
- 1720-1730 Teodozy Teofil Godebski
- 1730-1769 Jerzy Bułhak
- 1769-1784 Gedeon Horbacki
- 1784-1793 Joachim Horbacki

## Biskupi koadiutorzy
- 1623-1626 Grzegorz Michałowicz
- 1758-1764 Antonin Młodowski
- 1766-1769 Gedeon Horbacki
- 1787-1795 Jozafat Bułhak